# حور سا إسيت
الملك حچ خپر رع ستپ إن آمون - حور سا إسيت (أو حور سا إسيت أ)، يفسره عالم المصريات كينيث كيتشن في تحليله للفترة الانتقالية الثالثة لمصر على أنه شغل أدوارًا مزدوجة باعتباره كاهنًا كبيرًا لآمون وابنًا لكاهن آمون الأكبر ششنق ج.
تشير الاكتشافات الأثرية إلى حرسيسي أ بأنه كان بالفعل ابن شوشنق سي. ومع ذلك، فقد أظهرت الدراسات المنشورة مؤخرًا التي أجراها عالم المصريات الألماني فينكلن أن جميع الآثار المنسوبة إلى الملك حور سا إسيت أ تظهر أنه لم يكن أبدًا كاهنًا كبيرًا لآمون في حد ذاته، بل إن كلًا من حور سا إسيت أ وابنه [...دو] الذي يُعرف وجوده من خلال النقوش الموجودة على الأشياء الجنائزية للأخير في قفط كانا كهنة عاديين لآمون فقط. كان حور سا إسيت أ بالتأكيد ملكًا مستقلاً في طيبة خلال العقد الأول من حكم أوسركون الثاني، إلا أنه كان شخصًا مختلفًا عن الشخص الثاني الذي كان يُدعى أيضًا حور سا إسيت ب. ووفقًا ليانسن-فينكلن كان حور سا إسيت ب هو الكاهن الأكبر الحقيقي لآمون، الذي تم إثباته في منصبه في أواخر عهد أوسركون الثاني في سنة الحكم السادسة لشوشنق الثالث وفي سنتي الحكم 18 و19 من عهد بيدوباست الأول.